# Speedy Gonzales
För andra betydelser, se Speedy Gonzales (olika betydelser).

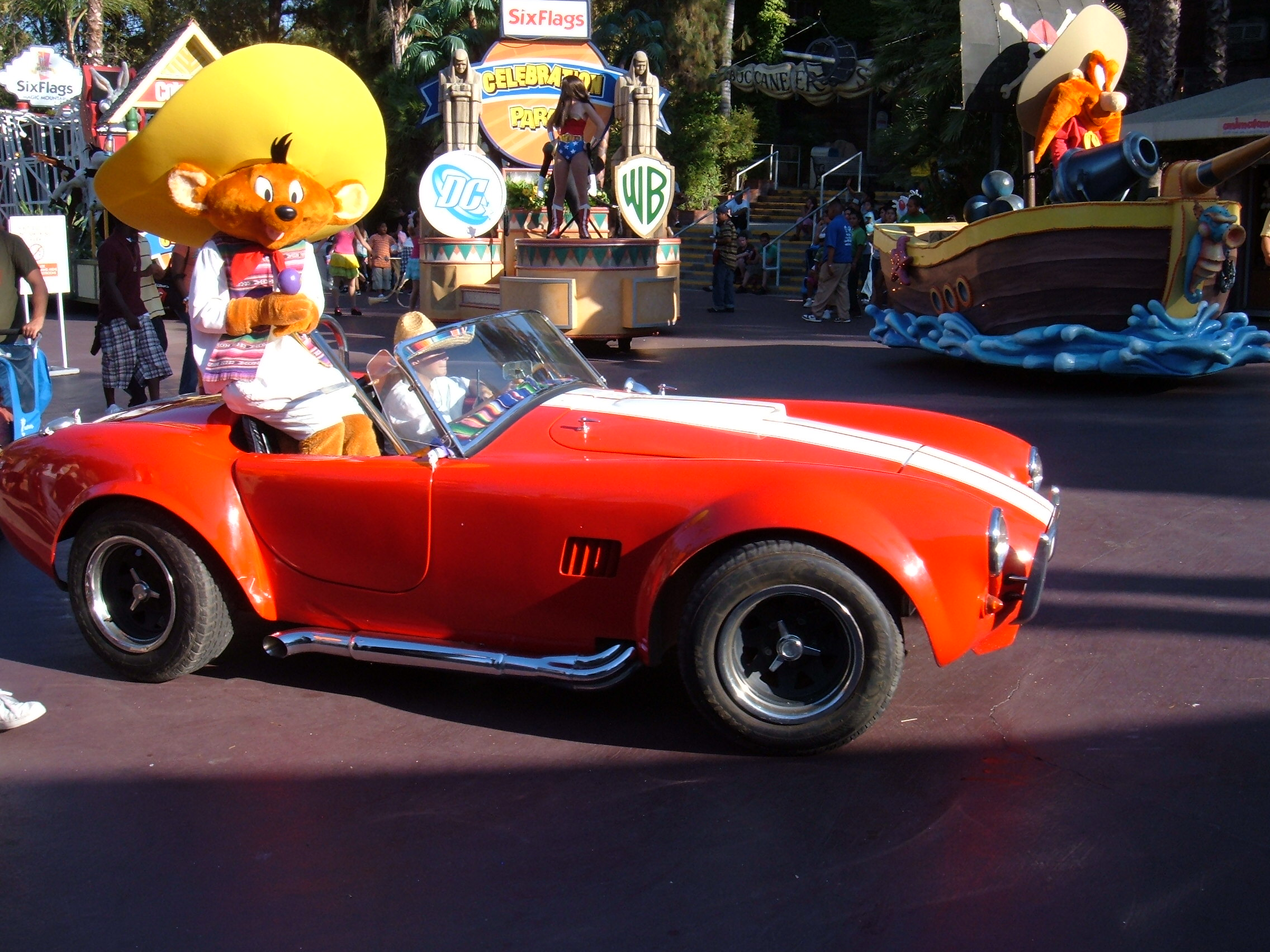
En person utklädd till Speedy Gonzales.

Speedy Gonzales, med epitetet "den snabbaste musen i hela Mexiko", är en amerikansk animerad figur, en av figurerna i filmserierna Looney Tunes och Merrie Melodies.
Han har en stor gul sombrero, en röd scarf, en vit t-shirt och vita shorts. Filmerna följer det klassiska "katt & råtta-temat" i stil med Tom & Jerry, och fienden är oftast katten Sylvester. I de nyare filmerna övertogs dock fienderollen av Daffy Duck vilket kanske inte var lika logiskt. Speedy Gonzales har sedan 50-talet blivit en ikon för latinamerikaner. 

## Historia
Speedy Gonzales gjorde sin debut 1953 i filmen Cat-Tails for Two regisserad av Robert McKimson. Då var han mager och råttliknande med enorma framtänder, en röd skjorta men utan byxor och hatt. År 1955 återkom han i filmen Speedy Gonzales av Friz Freleng. Då hade han omarbetats till dagens rundare, vänligare framtoning.
Han talar engelska med en parodisk latinamerikansk brytning och enstaka spanska ord och uttryck instoppade då och då. Hans mest kända replik är "Andale! Andale! Arriba! Arriba!" som han alltid hojtar medan han springer. Hans röst gjordes av Mel Blanc. Speedy förekommer även i filmerna Looney Tunes: Back in Action, Space Jam, samt Vem satte dit Roger Rabbit? även om den filmen utspelar sig 1947.